# Rudolf Goclenius der Ältere

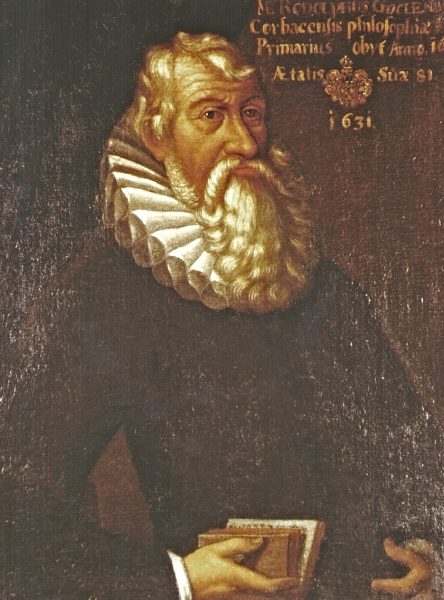
Rudolf Goclenius der Ältere in der Gießener Professorengalerie

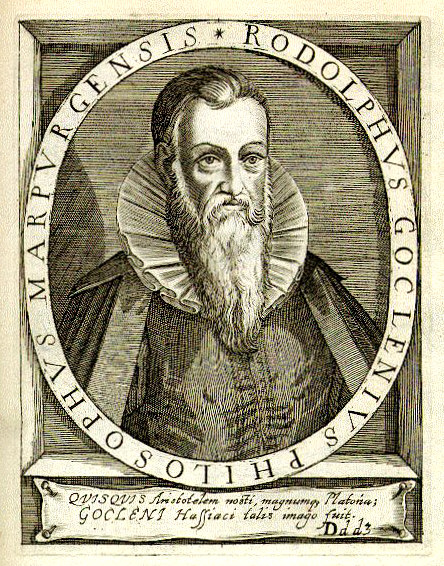
Rudolf Goclenius d. Ä. (aus Jean-Jacques Boissards Bibliotheca chalcographica, 1652–1669)

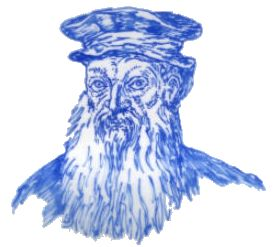
Tuschezeichnung Rudolf Goclenius als Marburger Professor nach einem Stich aus dem 16. Jahrhundert

Rudolf Goclenius der Ältere (* 1. März 1547 als Rudolf Gockel (oder Göckel) in Korbach, Grafschaft Waldeck; † 8. Juni 1628 in Marburg) war Professor für Philosophie, Logik, Metaphysik und Ethik an der Philipps-Universität Marburg, der auch als Hexentheoretiker in Erscheinung trat.

## Leben
1547 wurde er als Rudolf Gockel (oder Göckel) in Korbach geboren. Hier besuchte er zunächst die Stadtschule bis 1564 und nahm dann das Studium in Erfurt auf, anschließend studierte er ab 1567 in Marburg. Bereits 1568 kehrte er nach Korbach zurück und unterrichtete an seiner früheren Schule. Am 9. April 1570 heiratete er Margaretha Emmerich, die er möglicherweise bereits aus seiner Kindheit her gut kannte. Am 31. Juli 1570 immatrikulierte er sich an der Universität Wittenberg, wo er am 13. März 1571 den Grad eines Magisters erwarb und bis 1573 Vorlesungen hielt. Danach kehrte er erneut in seine Heimatstadt Korbach zurück und leitete nunmehr von 1573 bis 1575 die Stadtschule.
1575 berief ihn Landgraf Wilhelm IV. von Hessen-Kassel als Rektor an das Kassler Pädagogium. Mittlerweile führte er den latinisierten Gelehrtennamen Goclenius. In Kassel wandte er sich der nach Petrus Ramus benannten philosophischen Richtung des Ramismus zu, ohne dabei den Melanchthonianismus völlig zu verwerfen, den er in seiner Schul- und Studienzeit kennengelernt hatte. Dies war wohl auch der Grund, warum die Korbacher ihn 1580 erneut nach Korbach locken wollten, wo gerade das Korbacher Gymnasium neu eröffnet worden war und man sich zum Ziel gesetzt hatte, im Sinne der ramistischen Prinzipien zu unterrichten. Allerdings wollte der Landgraf seinen Gelehrten nicht verlieren und verweigerte ihm den Fortgang, willigte jedoch in Goclenius’ Berufung nach Marburg ein. 1581 nahm Goclenius den Ruf als Professor der Philosophie an. Ab 1589 lehrte er als Professor Logik und Mathematik, ab 1603 lehrte er Logik und Ethik.
Bis zu seinem Tode am 8. Juni 1628 war er als Professor tätig. Sein Ruf zog viele Studenten an, er verlieh an die 600 Magistertitel. Gemeinsam mit dem Juristen Hermann Vultejus nahm er maßgeblichen Einfluss auf die Entwicklung der Universität Marburg. Beide berieten den Landgrafen Moritz von Hessen. 1611 war er auch Rektor der Universität. 1618 entsandte Moritz Goclenius mit drei Theologen zur Dordrechter Synode.
Rudolf Goclenius war insgesamt dreimal verheiratet und hatte vier Kinder. Sein ältester Sohn Rudolf Goclenius der Jüngere, ebenfalls Marburger Universitätsprofessor, erlangte später ebenfalls Bekanntheit als Astrologe.

## Gelehrter
Goclenius war in seiner Zeit überaus bekannt und wurde als „Marburger Platon“ oder „christlicher Aristoteles“ gefeiert. Heute wäre er fast vergessen, wenn er nicht sehr früh den Begriff Psychologie, den Philipp Melanchthon in einer seiner Vorlesungen eingeführt hatte, in einem gedruckten Buch verwendet und erklärt hätte. Gewisse Beachtung findet er auch noch dadurch, dass er der erste war, der die Ontologie von der speziellen Metaphysik trennte, was sich nach ihm als gängige Lehrpraxis im Bereich der Philosophie durchsetzte.
Ansonsten muss er zwar als unglaublich belesen und vielseitig gelten, wovon etwa sein Physicae completae speculum zeugt, allzu große denkerische Eigenständigkeit kann ihm jedoch wohl nicht zugesprochen werden. Seine Darstellungen wirken oftmals zu allgemein und nebulös und er gefiel sich allzu oft in gelehrten Spielereien. In seinem Conciliator (1609) hat er rezeptionsgeschichtlich wirksam verbreitet, dass sein gelehrter Freund Timpler entgegen der damalig geltenden Lehre des Aristoteles erstmals die Realexistenz eines Vakuums annahm.
Der Mondkrater Goclenius ist nicht nach ihm, sondern nach seinem Sohn Rudolf Goclenius dem Jüngeren benannt.

## Hexentheoretiker
Als Hexentheoretiker erlangte er eine gewisse Bedeutung durch seine Rede Oratio de natura sagarum in purgatione et examinatione per frigidam aquis innatantium von 1583, die 1590 auch im Druck erschien. Hierin setzt er sich mit der Lehre der Wasserprobe auseinander. Dieses alte Gottesurteil war als „Hexenbad“ im Zuge der frühneuzeitlichen Hexenverfolgung wieder vermehrt durchgeführt worden. Nun entstand ein Gelehrtenstreit über deren Rechtmäßigkeit. Goclenius argumentierte dabei vor allem gegen Wilhelm Adolf Scribonius, der die Rechtmäßigkeit der Wasserprobe bei dem Delikt der Hexerei vehement verfocht. Goclenius erweist sich indessen als Anhänger der Hexenlehre, der den Ausführungen des Hexenhammers voll zustimmte.

## Schriften
Originalausgaben
- Oratio de nativa et haereditaria in nobis labe et corruptione, Marburg 1588 (online).
- Psychologia: hoc est, De hominis perfectione, animo et in primis ortu hujus, commentationes ac disputationes quorundam theologorum et philosophorum nostrae aetatis. Marburg 1590.
- Oratio de natura sagarum in purgatione et examinatione per frigidam aquis innatantium. Marburg 1590 (Digitalisat der Uni Halle).
- Problematum logicorum. 1590.
- Partitio dialectica. Frankfurt 1595.
- Isagoge in peripateticorum et scholasticorum primam philosopiam, quae dici consuevit metaphysica. 1598 (Digitalisat der Uni Halle).
- Institutionum logicarum de inventione liber unus. Marburg 1598.
- Isagoge in Organum Aristotelis. 1598.
- Disquisitiones philosophicae, Marburg, 1599, online.
- Physicae completae speculum. Frankfurt 1604.
- Dilucidationes canonum philosophicorum. Lich 1604.
- Controversia logicae et philosophiae, ad praxin logicam directae, quibus praemissa sunt theoremata seu praecepta logica. Marburg 1604
- Solennis Actus Promotionis XX. Candidatorvm Philosophici Magisterii. Kezelius, Marburg 1608 (online).
- Disputatio De Nihilo, quae non est de nihilo, vagans per omnes disciplinas. Marburg 1608 (online).
- Conciliator philosophicus. 1609.
- Lexicon philosophicum, quo tanquam clave philosophiae fores aperiuntur, Frankfurt 1613 (online).
- Lexicon philosophicum Graecum, Marburg 1615 (online).

Übersetzungen
- Isagoge. Einführung in die Metaphysik. Übers. v. Hans Günter Zekl. Königshausen & Neumann, Würzburg 2005.
- Disputationen zur Natur-Wissenschaft (1592). Übers. v. Hans Günter Zekl. Königshausen & Neumann, Würzburg 2007, ISBN 978-3-8260-3660-6.
- Übungen zur Ethik. Exercitationes Ethicae (Marburg 1592). Übers. v. Hans Günter Zekl. Königshausen & Neumann, Würzburg 2010.
- Von Hexen und Weisen und sieben Künsten. Drei akademische Festreden gehalten an der Universität zu Marburg zwischen 1583 und 1598. Übers. v. Hans Günter Zekl. Königshausen & Neumann, Würzburg 2012.